# Kosteantînivka, Melitopol
Kosteantînivka (în ucraineană Костянтинівка) este o comună în raionul Melitopol, regiunea Zaporijjea, Ucraina, formată numai din satul de reședință.

## Demografie
Componența lingvistică a comunei Kosteantînivka
     Ucraineană (69,03%)
     Rusă (28,76%)
     Alte limbi (1,25%)
Conform recensământului din 2001, majoritatea populației comunei Kosteantînivka era vorbitoare de ucraineană (69,03%), existând în minoritate și vorbitori de rusă (28,76%).